# Parachelifer tricuspidatus
Espèce
Parachelifer tricuspidatus est une espèce de pseudoscorpions de la famille des Cheliferidae.

## Distribution
Cette espèce est endémique du Guatemala. Elle se rencontre vers Los Trojados.

## Publication originale
- Beier, 1953 : Pseudoscorpione aus El Salvador und Guatemala. Senckenbergiana biologica, vol. 34 , p. 15-28.